# Hadschi Mohammad Idris
Hadschi Mohammad Idris ist ein afghanischer Finanzier und derzeit Taliban-Gouverneur der Da Afghanistan Bank, der afghanischen Zentralbank. Er ist der Nachfolger von Adschmal Ahmati, der nach der Machtübernahme der Taliban aus Kabul ins Ausland geflohen war. Idris war Leiter der Finanzabteilung der Taliban, verfügt jedoch über keine formale Finanzausbildung oder höhere Bildung.

## Biografie
Wie bei vielen Taliban-Führern ist ein Großteil seiner Biografie unbekannt. Geboren in der Provinz Dschusdschan in Nordafghanistan. Obwohl er keinen beruflichen oder gar religiösen Hintergrund hat, verfügt er über umfangreiche Erfahrung als Finanzier der Taliban, da er von 2015 bis 2016 als Berater und Finanzchef von Mullah Achtar Mohamed Mansur, dem Anführer der Bewegung, tätig war.
Der Leiter der Finanzabteilung der Taliban wurde am 23. August 2021 zum Gouverneur der Da Afghanistan Bank, der Zentralbank Afghanistans, ernannt, um „zur Linderung der wachsenden wirtschaftlichen Turbulenzen beizutragen“. Taliban-Sprecher Zabiullah Mudschahid erklärte, die Führung des Islamischen Emirats habe Hadschi Mohammad Idris die Verantwortung für die Zentralbank von Afghanistan übertragen. Ziel der Ernennung ist es, die staatlichen Institutionen und das Bankensystem zu organisieren und öffentliche Probleme zu lösen. Die Ernennung wurde vom selbstproklamierten Präsidenten der Islamischen Republik Afghanistan, Amrullah Saleh, kritisiert, der sagte, Idris sei ein „Geldwäscher“ im Dienste des Terrorismus.